# NGC 3501
NGC 3501 (другие обозначения — UGC 6116, MCG 3-28-51, ZWG 95.97, FGC 1187, KCPG 263A, PGC 33343) — спиральная галактика (Sc) в созвездии Льва. Открыта Эдуардом Стефаном в 1881 году.
В гало галактики не обнаружено никаких структур. Поскольку галактика видна с ребра, расстояние до неё легко измеряется при помощи зависимости Талли — Фишера, оно составляет 24 мегапарсека. В 13 минутах дуги от этой галактики располагается NGC 3507, которая, по всей видимости, находится в той же группе галактик.
Этот объект входит в число перечисленных в оригинальной редакции «Нового общего каталога».
Галактика NGC 3501 входит в состав группы галактик NGC 3507. Помимо NGC 3501 в группу также входят NGC 3507, UGC 6095, UGC 6112, UGC 6171 и UGC 6181.